# Soleá (flamenco)
La soleá es un cante o palo flamenco. Es uno de los estilos más fundamentales del flamenco, pues aglutina todos los elementos característicos de esta música, como por ejemplo, el compás de soleá y el toque por arriba. La primera soleá interpretada de la que se tiene noticia se atribuye a la cantaora gitana María La Andonda.

## Baile
La soleá puede ser ejecutada por una bailaora solista de gran expresividad. La soleá es muy dada al lucimiento de la bailaora, que puede hacer movimientos típicamente femeninos con los brazos y el cuerpo, acompañados de zapateados.
La bailaora llama la atención con el movimiento de sus caderas, su desplante y su seriedad.

## Compás
La soleá tiene un tempo lento y pesado, aunque su compás es igual que el de las alegrías y las bulerías, pero con otro carácter
Según el concepto de compás manejado en el mundo del flamenco, el esquema rítmico de la soleá es 
1 2 1 2 3 4 5 6 7 8 9 10
Las cifras en negrita indican los pulsos fuertes del compás. Al contar en voz alta, los pulsos 1 y 2 en el principio suelen nombrarse también como 11 y 12 al final.
Desde el punto de vista de la teoría musical clásica, el compás, que usualmente se concibe en ella desde el primer acento musical métrico, empezaría en el pulso que en la cultura flamenca se marca como 3º por atenderse en ésta a la letra de la canción, que a menudo comienza en anacrusa. Sería, al entender de la música clásica, un compás de 3 tiempos, sólo que con acentos desplazados, o más bien sería un compás de 12 pulsos que respondería al esquema 
3 + 2 + 2 + 2 + 3.
La organización de los pulsos del compás puede transcribirse de estas dos maneras:
| CONCEPTO DE COMPÁS | SERIE DE PULSOS                               |
| ------------------ | --------------------------------------------- |
| Flamenco           | 1 - 2 - 3 - 4 - 5 - 6 - 7 - 8 - 9- 10- 11- 12 |
| Clásico            | 2 - 3 - 1 - 2 - 3 - 1 - 2 - 1 - 2 - 1 - 2 - 1 |

Igual que antes, en este esquema las cifras en negrita indican los pulsos fuertes del compás.

## Armonía
Como ocurre en general en los palos del flamenco y en buena parte de la música del Mediterráneo, la soleá se desarrolla básicamente en modo frigio.
- Si se considera como música modal, el centro tonal es el tono del acorde de reposo, y la tonalidad es de modo mayor, dado que mayor es ese acorde y además se tiende a emplear la tercera mayor en los pasajes descendentes. Ese acorde se suele tocar en la guitarra, con cejilla o sin ella, con la postura básica de MI mayor o con la de LA mayor.

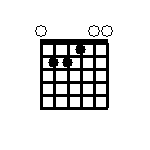
Postura básica de MI mayor
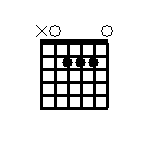
Postura básica de LA mayor

- Si se considera como música tonal, la tonalidad del cante y del toque es la correspondiente al cuarto grado de la escala modal considerada antes, y el acorde de ese cuarto grado es menor, de manera que el modo que hay que considerar ahora también es menor, y el acorde de reposo es dominante de la tónica. Ese acorde de dominante se suele tocar en la guitarra, con cejilla o sin ella, con la postura básica de MI mayor o con la de LA mayor, como se dice más arriba; y la correspondiente a la que consideramos ahora la tonalidad será la de LA menor (en el primer caso) o la de RE menor (en el segundo).

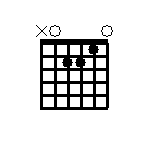
Postura básica de LA menor
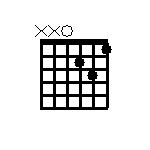
Postura básica de RE menor

Si bien la soleá se puede interpretar en el tono frigio de La (toque por medio), su tono habitual es el de Mi frigio (toque por arriba).

## Estilos y variantes
El cante por soleá posee un amplio abanico de estilos y variantes, identificándose los más importantes en lugares concretos: 
- Soleá de Triana: El barrio de Triana, en Sevilla, ha sido el núcleo fundamental de este cante. Popularizado por Antonio el Arenero.
- Soleá de Cádiz: De la ciudad de Cádiz; dentro de esta variedad, existen varios estilos con importancia.
- Soleá de Jerez: De Jerez de la Frontera; de ella surgen diferentes estilos.
- Soleá de Alcalá: Endémica de la población de Alcalá de Guadaíra.
- Soleá de Utrera: En Utrera se desarrolló una variante de la soleá de Jerez.
- Soleá de Córdoba: Derivación de la soleá de Triana.
- Soleá apolá: Nace al rematar el polo con una soleá.
- Soleá de Lebrija: Derivación de la Soleá de Triana.

A cada uno de estos grupos pertenece una gran variedad de 'estilos', siendo en total en torno a un centenar. Como en la mayoría de palos flamencos, a la hora de interpretar una tanda de soleares, se interpretan varios estilos ordenados normalmente en un orden ascendente de intensidad y dificultad. De este modo, se comienza, de forma tradicional, con un cante de preparación, que viene seguido de un cante de transición para dar paso al cante valiente, que es el de mayor expresividad. A menudo se remata la soleá con una coletilla, que consiste en una estrofa de dos o tres versos que sirve para cerrar la tanda y que típicamente se canta en el tono homónimo mayor (es decir, en Mi Mayor en lugar de en Mi frigio). 

## Letras
Las estrofas se componen de 3 o 4 versos octosílabos. Estas últimas poseen rima asonante en los versos pares, mientras que las de 3 versos (también conocida como solea corta) tienen la rima en el primero y en el tercero. Algunos ejemplos de letrillas tradicionalmente usadas en la soleá son:
Presumes que eres la ciencia
Yo no lo comprendo así
Porque siendo tú la ciencia
No me has comprendido a mí
Si sufres, sufre callando
Y no publiques tus penas
Aunque te estén ahogando
Que nadie se ría de ellas
Le quise cambiar y no quiso
Un pañuelo de lunares
Por otro de fondo liso
Males que acarrea el tiempo
Quién pudiera penetrarlos
Para ponerles remedio
Antes de que viniera el daño